# Освајачи олимпијских медаља у атлетици — скок увис без залета за мушкарце
Освајачи олимпијских медаља у атлетици за мушкарце у дисциплини скок увис без залета, која је на програму Игара била 4 (5) пута, приказани су у следећој табели са резултатима који су исказани у метрима:
| Дисциплина             |                             | Резултат |                                                                                               | Резултат |                               | Резултат |
| Париз 1900. детаљи     | Реј Јури САД                | 1,655    | Ирвинг Бакстер САД                                                                            | 1,25     | Луис Шелдон САД               | 1,500    |
| Сент Луис 1904. детаљи | Реј Јури САД                | 1,60     | Џозеф Стадлер САД                                                                             | 1,44     | Лосон Робертсон САД           | 1,44     |
| Атина 1906.¹           | Реј Јури · Сједињене Државе | 1,56     | Леон Дипон · Белгија · Лосон Робертсон · Сједињене Државе · Мартин Шеридан · Сједињене Државе | 1,40     | –                             | –        |
| Лондон 1908. детаљи    | Реј Јури САД                | 1,575    | Џон Билер САД Константинос Циклитирас Грчка                                                   | 1,55     | –                             | –        |
| Стокхолм 1912. детаљи  | Плат Адамс САД              | 1,63     | Бенџамин Адамс САД                                                                            | 1,60     | Константинос Циклитирас Грчка | 1,55     |

¹ На десетогодишњицу првих модерних Олимпијских игара одржане су 1906. у Атини тзв. Олимпијске међуигре у организацији Међународног олимпијског комитета. Медаље са ових игара не улазе у збир као олимпијске медаље према тумачењу МОКа.

## Биланс медаља у скоку увис без залета
|    | Држава           | Злато | Сребро | Бронза |    |
| -- | ---------------- | ----- | ------ | ------ | -- |
| 1. | Сједињене Државе | 4     | 4      | 2      | 10 |
| 2. | Грчка            | -     | 1      | 1      | 2  |
|    | Укупно (2)       | 4     | 5      | 3      | 12 |